# Fuentes (Villaviciosa)
Fuentes es una parroquia española del concejo de Villaviciosa, en Asturias. Cuenta con una población de 121 habitantes (INE, 2020).
Está situada a un kilómetro de la capital del concejo, Villaviciosa. Limita al norte con las parroquias de Villaviciosa y Carda, al sur con las de Lugás y Coro, al oeste con la de Amandi, y al este con las de Miravalles y La Magdalena.

## Localidades
La parroquia está formada por las siguientes poblaciones:
- Abéu, casería
- Ceceñes, casería
- El Coche, casería
- Irís, casería
- Lavandero (Llavanderu), casería
- Migoya, aldea
- El Muriel, casería
- El Peral, lugar
- La Piquera (casería)
- San Vicente (San Vicenti), aldea
- Solapeña, casería
- Tisorio (El Tisoriu), casería
- Valdemaría, casería
- Las Vegas (Les Vegues), casería
- Los Viñones, casería

## Demografía
| Gráfica de evolución demográfica de Fuentes entre 2000 y 2020      |
|                                                                    |
| Población de derecho (2000-2020) según el padrón municipal del INE |

## Patrimonio
- Iglesia de San Salvador